# ショーン・ウェイアンズ
ショーン・ウェイアンズ（Shawn Wayans、1971年1月19日 - ）は、アメリカ合衆国ニューヨーク州ニューヨーク市生まれの俳優・脚本家・プロデューサー、映画監督である。
兄弟の多くがコメディアン・俳優・脚本・製作などの立場でTV/映画産業に携わっており、ショーンの他にも長兄キーネン・アイヴォリーを筆頭にマーロン、ショーン、デーモン、キム、果ては彼らの子供達や親戚までもが活躍している事で知られ、総じて『ウェイアンズ兄弟』『ウェイアンズ一家』などとも呼ばれる。
身長185cm。

## 来歴
俳優として活躍するショーンは、1971年にニューヨーク市に10人兄弟の一人として生まれる。映画監督のキーネン・アイヴォリー・ウェイアンズと俳優のデイモン・ウェイアンズ、マーロン・ウェイアンズは兄弟である。マンハッタンの公営住宅で育ち、家族はエホバの証人に参加する敬虔なクリスチャンだった。
1988年に兄であるキーネン・アイヴォリーが監督の『I'm Gonna Git You Sucka』で映画デビュー。後にFOX系列で放送された『In Living Color』で弟のマーロンやジム・キャリーらと出演。1995年から放映されたシットコム『The Wayans Bros.』で知名度を上げ、同ドラマでは出演のほか、脚本、プロデューサー、ディレクターとしても参加している。2000年に公開されたパロディ映画では脚本も担当した『最終絶叫計画』が大成功。日本でもヒットして、シリーズは4作まで作られている。映画では兄のキーネン・アイヴォリーと弟のマーロンとよく組んでおり、『最凶女装計画』ではマーロンと共に白人女性に扮する刑事をコミカルに演じている。2006年に製作されたアニメーション、『Thugaboo: Sneaker Madness』では監督を務めた。
現在は3人の子供の父親である。

## 出演作品

### 映画
- I'm Gonna Git You Sucka (1988)
- ポップ・ガン Don't Be a Menace to South Central While Drinking Your Juice in the Hood (1996)
- New Blood (1999)
- 最終絶叫計画 Scary Movie (2000)
- 最'新'絶叫計画 Scary Movie 2 (2001)
- 最凶女装計画 White Chicks (2004)
- 最凶赤ちゃん計画 Little Man (2006)

### テレビドラマ
- 冒険野郎マクガイバー MacGyver (1991)
- In Living Color (1990-1994)
- The Wayans Bros. (1995-1999)

### テレビアニメ
- Waynehead (1996-1997)
- Happily Ever After: Fairy Tales for Every Child (1999)
- Thugaboo: Sneaker Madness (2006)